# Claudia Michelsen
Claudia Michelsen, född 4 februari 1969 i Dresden i dåvarande Östtyskland, är en tysk skådespelare. 
Michelsen övervägde först en karriär i Östtysklands handelsflotta innan hon beslöt sig för att söka in till Hochschule für Schauspielkunst Ernst Busch. Hon började sedan arbeta på Volksbühne i Berlin. Hon har förutom roller vid teatern även medverkat i ett antal filmer och i TV-serierna Flemming, Polizeiruf 110, Berlin – under samma himmel och Ku'damm.

## Filmografi (urval)
- 1997: Dödsspelet
- 2011: Tatort
- 2012: Tornet
- 2013: Polizeiruf 110
- 2016: Ku'damm säsong 1
- 2017: Berlin – under samma himmel
- 2018: Ku'damm säsong 2
- 2021: Ku'damm säsong 3